# Gisèle (religieuse)
Pour les articles homonymes, voir Gisèle.
Gisèle († 1201), dame noble, est une religieuse bénédictine bruxelloise qui fonda, vers 1201, avec l'appui des moines de l'abbaye de Villers, l'abbaye de la Cambre.

## Historique
Vers 1196, une jeune fille de Bruxelles nommée Gisèle, avec l'appui du duc de Brabant Henri Ier et de l'évêque de Cambrai, fait construire un premier oratoire dédié à la Vierge Marie et une série de modestes habitations pour elle et ses compagnes. Vers 1201, elle fonde l'abbaye de la Cambre. Elle adopte alors pour sa fondation, la règle de l'ordre de Cîteaux. Par humilité, elle ne prend pas la tête du monastère ; ce rôle revient à Gertrude, la première abbesse de la Cambre
. L’abbaye prend le nom de Camera beatae Mariae, ou « Chambre de Notre-Dame », qui donnera finalement « la Cambre ». En 1202, l’existence de la fondation est confirmée par l’évêque de Cambrai, Jean II de Béthune.

## Galerie
En l’an de grâce 1201, dame Gisèle, moniale bénédictine de Forest, décide d’adopter la règle plus austère de Saint Bernard.

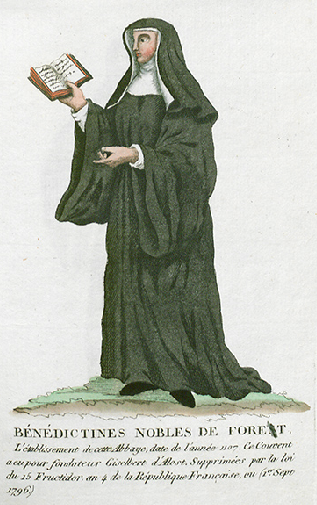
Bénédictine noble de Forest.
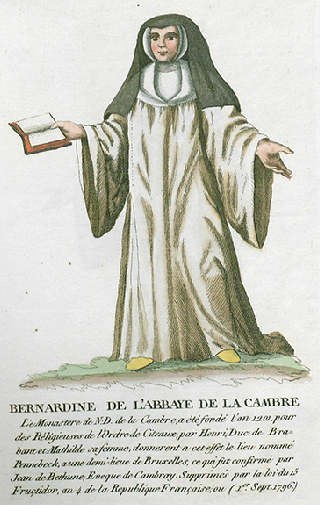
Bernardine de l'abbaye de la Cambre.

## De nos jours
Une bière artisanale, La Cambre Brussels Abbey Beer, fait référence à Dame Gisèle et, lors des beaux jours, la Guinguette Gisèle, présente sur le parking de l'abbaye, rappelle son nom.